# Zambratija
Zambratija (olaszul: Zambrattia) falu Horvátországban, Isztria megyében. Közigazgatásilag Umaghoz tartozik.

## Fekvése
Az Isztria északnyugati részén, Umagtól 4 km-re északnyugatra az azonos nevű kis öbölben, az Umagról Savudriára vezető út mellett fekszik.

## Története
Területe már az ókorban is lakott volt, ezt igazolja, hogy kápolnájának falába egy a közelben talált római sírkőlap van befalazva. A falu déli részén ókori villagazdaság épületegyüttesének és késő ókori temetőjének maradványait tárták fel. A település a középkorban villagazdaságból hűbérbirtok központjává fejlődött. Birtokosai a koperi Bratti és a momjani Rota család voltak. Már a középkori források említik Szent Mária Magdolna tiszteletére szentelt kápolnáját, melyet 1752-ben megújítottak. 1269-ben Umaggal együtt a Velencei Köztársaság foglalta el és egészen 1797-ig meg is tartotta. A 16. és 17. században a Balkánról, főként Dalmáciából érkezett földműves családokkal népesítették be. 1797-ben a napóleoni háborúk következtében megszűnt a Velencei Köztársaság és az Isztriával együtt a település is Habsburg uralom alá került. 1805-ben Napóleon a francia fennhatóság alatt álló Illír provincia részévé tette. Napóleon bukása után 1813-ban az egész Isztriával együtt ismét a Habsburg birodalom részévé vált és maradt 1918-ig. 1880-ban 144, 1910-ben 256 lakosa volt.
Az első világháború után a rapallói szerződés értelmében Isztria az Olasz Királysághoz került. 1943-ban az olasz kapitulációt követően német megszállás alá került, mely 1945-ig tartott. A második világháború után a párizsi békeszerződés értelmében Jugoszlávia része lett, de 1954-ig különleges igazgatási területként átmenetileg a Trieszti B zónához tartozott és csak ezután lépett érvénybe a jugoszláv polgári közigazgatás. A település Jugoszlávia felbomlása után 1991-ben a független Horvátország része lett. 2011-ben 463 lakosa volt. Lakói főként a turizmussal és vendéglátással foglalkoznak, de sokan foglalkoznak mezőgazdasággal is.

## Nevezetességei
- Szent Mária Magdolna tiszteletére szentelt kápolnája valószínűleg egy római épület alapjain a 14. században épült. Egyhajós épület félköríves szentéllyel. Déli falába egy a közelben talált, három emberalakot ábrázoló domborműves, feliratos római sírkőlap van befalazva. 18. századi oltárképe a Kálvária jelenetet ábrázolja. A kápolnában még egy késő barokk Jézus találkozik a jeruzsálemi asszonyokkal és egy késő reneszánsz a Szűzanya gyermekével és szentekkel kép (utóbbi valószínűleg előzőleg oltárkép volt) is található. A kápolnát 1752-ben megújították. Az 1960-as években a nyugati oldalon volt eredeti bejáratot elfalazták és a kápolna déli oldalán nyitottak új bejáratot. 1982-ben a tetőt, 1984-ben a belső teret újították fel. Érdekesség, hogy a kis nyitott harangtorony a keleti oldalon, szokatlan módon az apszis felett található.
- A település déli részén 1996-ban végzett ásatások során Zambratija-öböl délkeleti részén egy ókori villagazdaság épületegyüttesének és késő ókori temetőjének maradványait tárták fel. A helyszíni kutatások azt mutatják, hogy itt egy ősi fulonica (vegytisztító) műhely működött festék előállításához. Az is nyilvánvaló, hogy a helyszín a későbbi időszakokban folytonosságot mutat, erre utalnak az epigráfiai emlékek, a torquularok, a kora középkori temető és a régészeti leletek. Ez a hely összeköttetésben van a közeli, ugyancsak a Bratti család birtokát képezett Siparral.[2]

## Lakosság
| Lakosság változása | Lakosság változása | Lakosság változása | Lakosság változása | Lakosság változása | Lakosság változása | Lakosság változása | Lakosság változása | Lakosság változása | Lakosság változása | Lakosság változása | Lakosság változása | Lakosság változása | Lakosság változása | Lakosság változása | Lakosság változása |
| ------------------ | ------------------ | ------------------ | ------------------ | ------------------ | ------------------ | ------------------ | ------------------ | ------------------ | ------------------ | ------------------ | ------------------ | ------------------ | ------------------ | ------------------ | ------------------ |
| 1857               | 1869               | 1880               | 1890               | 1900               | 1910               | 1921               | 1931               | 1948               | 1953               | 1961               | 1971               | 1981               | 1991               | 2001               | 2011               |
| 0                  | 0                  | 144                | 160                | 176                | 256                | 0                  | 0                  | 400                | 301                | 317                | 291                | 325                | 495                | 443                | 463                |